# Мохначка
Мохна́чка (укр. Мохначка) — село в Попельнянском районе Житомирской области Украины. Входит в состав Белковского сельского совета.

## География
Село Мохначка находится на юго-востоке Житомирской области, восточнее села Белки. В 2 км севернее села протекает река Ирпень.

## История
Село известно с 1540 года. В XIX веке село Мохначка было в составе Лучинской волости Сквирского уезда Киевской губернии. В селе была Троицкая церковь.

## Население
Численность населения села — 547 человек (2001).

## Транспорт
Транспортное сообщение: дизель-поезд Житомир — Фастов (Киевская область), ближайшие станции: Волица, Ставище.

## Известные уроженцы
В селе родился советский поэт, писатель, фронтовой корреспондент М. А. Талалаевский.